# Ответный удар (фильм, 1947)
«Ответный удар» (англ. Backlash) — фильм нуар режиссёра Юджина Форда, который вышел на экраны в 1947 году.
Фильм рассказывает о расследовании гибели в автокатастрофе известного адвоката (Джон Элдридж), который, как предполагает полиция, на самом деле был убит. При этом подозрение падает попеременно, то на жену адвоката (Джин Роджерс), то на его партнёра по юридической фирме (Роберт Шейн), то на сбежавшего из тюрьмы заключённого (Дуглас Фоули) и даже на окружного прокурора (Ричард Трэвис).
Как после выхода на экраны, так и позднее критика давала фильму невысокие оценки, посчитав его малопримечательным, путаным и скучным.

## Сюжет
Поздно вечером на окраине Лос-Анджелеса полицейский блокпост останавливает машину, которой управляет адвокат Джон Морланд (Джон Элдридж). Лейтенант полиции Джерри Макмаллен (Ларри Дж. Блейк) предупреждает Морланда, что полиция ведёт розыск матёрого преступника Реда Бейли (Дуглас Фоули), который ограбил банк, убив при этом кассира. В своё время Морланд защищал Бейли в суде по делу об убийстве полицейского, и тогда ему удалось добиться оправдания подзащитного. Миновав блокпост, Морланд вскоре встречает на дороге Бейли, который подходит к его машине с оружием в руках. Морланд сажает Бейли в свою машину, и, выяснив, что тот при ограблении завладел приличной суммой денег, предлагает преступнику свою помощь.
Несколько дней спустя, ночью полиция обнаруживает в глубокой канаве около дороги сгоревшую машину Морланда, при этом тело водителя обгорело настолько сильно, что не поддаётся идентификации. Обратив внимание, что машина стояла на первой передаче и потому не могла вылететь с дороги из-за превышения скорости, Макмаллен предполагает, что это не был несчастный случай. Он направляется к Морланду домой, где от служанки Дороти (Сара Бернер) узнаёт, что адвокат два дня назад уехал в Сан-Франциско. Вскоре домой с вечеринки возвращается жена Морланда по имени Кэтрин (Джин Роджерс) в сопровождении молодого красавца, окружного прокурора Ричарда Конроя (Ричард Трэвис). Макмиллан сообщает ей о несчастном случае с машиной Морланда и показывает ей снятое с погибшего кольцо, которое Кэтрин опознаёт как кольцо мужа. Получив от коронера информацию о том, что погибший был застрелен выстрелом в грудь и лишь затем сгорел в автомобиле, Макмиллан направляется к Джеймсу О’Нилу (Ричард Шейн), партнёру Морланда по юридической фирме, забирая у него папку с делами, которые вёл Морланд. При этом О’Нил говорит, что, по его информации, у Морланда не было никаких дел в Сан-Франциско, хотя у него и были деловые интересы помимо фирмы. Он также сообщает, что Кэтрин страдала от того, что муж слишком много работал и не уделял ей достаточного внимания.
Макмаллен приезжает к доктору Пирсону (Фрэнк Дэй), личному врачу Морланда, который вспоминает о том, что некоторое время назад на вечеринке у себя дома адвокат неожиданно почувствовал боли в желудке. Проведя анализы, врач выявил у Морленда сильное отравление ядом для травли насекомых. При этом отравление было совершено, скорее всего, умышленно и было направлено специально против адвоката, так как он был единственным, кто заболел на этой вечеринке. Через некоторое время после этого случая Морланд рассказал Пирсону, как дома пролил лекарство из бутылочки, которое принесла ему жена, и домашний кот, который слизал лекарство со стола, через несколько минут умер. Доктор Пирсон рекомендовал адвокату немедленно обратиться в полицию, однако тот отказался. Затем Макмаллен вместе с детективом, сержантом Томом Кейри (Ричард Бенедикт) беседует с Дороти, которая сообщает, что Морланд ревновал жену к Конрою, а также упоминает о том, что у Морландов есть небольшой коттедж в горах, куда они иногда ездят на выходные. Макмаллен и Кейри немедленно направляются в этот коттедж, неожиданно обнаруживая там Конроя, который заявляет, что проводит там собственное расследование. Хотя, судя по обстановке, в коттедже давно никого не было, Макмаллен вскоре устанавливает, что в день автокатастрофы кто-то звонил из коттеджа в город. Макмаллен и Кейри вычисляют адрес квартиры, в которую был произведён звонок, и устраивают за ней наблюдение. Некоторое время спустя детективы видят, как О’Нил провожает до подъезда Мэриэнн Гордон (Луиз Карри), которая известна как бывшая подружка Бейли. В разговоре с детективами Мэриэнн утверждает, что давно не общалась с Редом, однако в конце концов, признаёт, что Ред звонил ей в день автокатастрофы, когда прятался в коттедже Морланда. При этом она утверждает, что Ред не мог совершить убийство, так как сломал ногу в трёх местах. Детективы приезжают к О’Нилу, с которым уже беседует Конрой, утверждая, что у того был мотив убить Морланда из-за 40 тысяч долларов, которые тот взял в долг и не смог вернуть. Кроме того, Морланд хотел разорвать партнёрство с О’Нилом, оставив последнего ни с чем. Затем Макмаллен заходит к О’Нилу, говоря, что ему известно о связи адвоката с Мэриэнн, на что тот отвечает, что она всего лишь подруга клиента их фирмы. Когда Макмаллен намекает, что Ред с помощью украденных денег мог склонить на свою сторону Морланда и О’Нила, адвокат показывает ему выдержку из дневника Морланда, согласно которой, он застал Кэтрин с Конроем, которые держались за руки и обсуждали возможность её развода. При этом Кэтрин заявила прокурору, что муж никогда с ней не разведётся, пока он жив. Однако в разговоре с Макмалленом Кэтрин утверждает, что у неё с мужем были нормальные отношения, и она никогда не обсуждала с Конроем возможность своего развода. По её словам, Конроя пригласил в дом для разговора её муж, который затем неожиданно уехал. Затем, когда она поправляла Конрою галстук, муж неожиданно появился в комнате, обвинив их в тайном романе за его спиной. Однако затем Морланд попросил у неё прощения, и их отношения стали даже лучше, чем прежде. Макмаллен поручает проверить в тюрьме «Сан-Квентин», действительно ли Ред ломал там ногу, и запросить оттуда рентгеновский снимок, так как не уверен, что погибшим в автокатастрофе был именно Морланд. По мнению Макмаллена, если Морланд написал неправду в своём дневнике, значит он зачем-то пытался подставить в собственном убийстве жену, а значит мог подставить кого-то и в качестве жертвы. Однако сопоставление рентгеновских снимков показывает, что погибшим не является Бейли. Получив информацию об оружии, Макмаллен направляется домой к Кэтрин, заставая её в тот момент, когда она вместе с Конроем собирается отправиться в поездку. Детектив предъявляет ей пистолет, который был найден недалеко от места автокатастрофы, сообщая, что пуля, убившая водителя, была выпущена именно из этого оружия. После того, как Кэтрин признаёт, что это её пистолет, который исчез несколько дней назад, Макмаллен арестовывает её, а Конрой на следующий день подаёт в отставку. Сообщение об этом О’Нил и Мэриэнн слушают по радио в её квартире, где ведут себя как любовники. В этот момент ей звонит Ред, сообщая, что вечером принесёт ей пакет, который она должна будет спрятать у себя дома. Вечером, когда приезжает Бейли, в квартире его встречает Мэриэнн, при этом О’Нил спрятался в коридоре с пистолетом в руке. Однако адвокат не успевает ничего сделать, так как следом за Бейли врываются полицейские, которые ранее установили прослушивающее оборудование в её квартире. Они арестовывают Бейли и отбирают оружие у О’Нила.
На допросе в полицейском участке Мэриэнн сообщает Макмаллену, что она действовала исключительно по указаниям О’Нила, который, предположительно, хотел завладеть деньгами, устранив не то Морланда, не то Бейли. Она также говорит, что у О’Нила была стычка с Морландом из-за денег незадолго до автокатастрофы. Затем Макмаллен приглашает О’Нила, который заявляет, что достал оружие, чтобы защитить Мэриэнн. Он не отрицает, что имел стычку с Морландом, однако категорически отрицает, что убивал его. На это Макмаллен излагает О’Нилу свою версию событий — после звонка Бейли О’Нил решил убить его в квартире Мэриэнн, перепрятать пакет с деньгами, а затем вызвать полицию. После этого на допрос вызывают Бейли, который признаёт, что Морланд спрятал его в своём коттедже, однако несколько дней спустя, угрожая оружием, решил отобрать у него деньги. Между ними возникла драка, в результате которой Бейли избил адвоката, бросив его в бессознательном состоянии, и убежал. После этого Макмаллен снимает с Кэтрин все обвинения и отпускает её.
Тем временем сильно потрёпанный Морланд прячется на вокзале, где убивает бомжа, который случайно узнаёт его по фотографии в газете. О’Нил по телефону объявляет Мэриэнн, что их отношения закончены, однако она не согласна с этим, угрожая, что ей кое-что известно, и объявляет, что приедет к нему немедленно. В квартире О’Нила появляется Морланд с пистолетом в руке. Вскоре О’Нил звонит Кэтрин, прося её немедленно приехать в коттедж, так как у него есть информация о её муже. Служанка Дороти подслушивает этот разговор, после чего немедленно звонит в полицию. Когда Кэтрин приезжает в коттедж, то видит там убитого О’Нила и с удивлением встречает своего мужа, который объясняет, что намеревался подставить её в собственной смерти, а обгоревшее тело, найденное в машине, принадлежало Уиллису, который был смотрителем их коттеджа. Когда Морланд собирается застрелить Кэтрин, она разбивает лампу и в темноте отскакивает в сторону. В этот момент в дом врываются Макмаллен и Кейри, и в ходе непродолжительной перестрелки убивают Морланда. Позднее выясняется, что Морланд сам умышленно принимал яд небольшими дозами, чтобы таким образом подкрепить подозрения в отношении Кэтрин.

## В ролях
- Джин Роджерс — Кэтрин Морланд
- Ричард Трэвис — Ричард Конрой
- Ларри Дж. Блейк — детектив, лейтенант Джерри Макмаллен
- Дуглас Фоули — Ред Бейли
- Джон Элдридж — Джон Морланд
- Роберт Шейн — Джеймс О’Нил
- Луиз Карри — Мэриэнн Гордон
- Леонард Стронг — Уиллис, смотритель
- Сара Бернер — Дороти, служанка
- Ричард Бенедикт — детектив, сержант Том Кейри
- Уинн Ларк — Патриция Макмаллен

## Создатели фильма и исполнители главных ролей
Картина была произведена на скромном бюджете подразделением студии 20th Century Fox по созданию фильмов категории В, которое возглавлял продюсер Сол С. Вёртзел. Среди 180 фильмов, которые продюсировал Вёртзел с 1927 по 1949 год, большинство были комедиями, а также детективными киносериалами про таких персонажей, как Чарли Чен, Мистер Мото и Майкл Шейн. Вёртзел был продюсером 17 фильмов, которые поставил режиссёр Юджин Форд.
Режиссёр фильма Юджин Форд за свою карьеру поставил 42 фильма, среди них наиболее удачными считаются пять криминальных комедий про Чарли Чена 1934—1940 годов, две картины про частного детектива Майка Шейна 1940—1941 годов, фильм нуар «Одетый для убийства» (1941) и триллер «Берлинский корреспондент» (1942).
Джин Роджерс снималась главным образом в фильмах категории В, среди них наиболее значимы фантастический киносериал «Флэш Гордон» (1936) и фильм «Полёт Флэша Гордона на Марс» (1938), криминальный триллер «Ночной ключ» (1937), криминальная комедия «Чарли Чен в Панаме» (1940), мелодрама «Незнакомец в городе» (1943) и фильм нуар «Другая женщина» (1950), который стал её последней работой в кино.
Ричард Трэвис более всего известен по таким фильмам, как криминальная мелодрама «Бегство от преступления» (1942), фильм нуар «Крутой парень» (1942), военный триллер «Рёв автобусов» (1942), романтическая комедия «Человек, который пришёл на ужин» (1943), детектив «Последняя поездка» (1944), шпионский триллер «Патруль на Аляске» (1949) и фантастический фильм «Ракета на Луну» (1958).

## Съёмки и прокат фильма
По информации «Голливуд Репортер» от сентября 1946 года, съёмки фильма проводились в Шерман-Оукс, Беверли-Хиллс и Бенедикт-Каньон в Лос-Анджелесе.
Студия 20th Century Fox выпустила фильм в прокат вместе с детективом «Драгоценности из Бранденбурга», в работе над которой также принимали участие Сол Вёртзел, Юджин Форд и Ричард Трэвис. Как в этой связи написал обозреватель «Нью-Йорк Таймс» Томас М. Прайор, «когда кинокомпания позволяет двум своим картинам быть проданными в первый прокат по цене одной, можно поставить свой последний доллар на то, что сама студия мало верит в свой продукт».

## Оценка фильма критикой
После выхода фильма на экраны Томас М. Прайор написал в «Нью-Йорк Таймс», что ему «неприятно оценивать эту мелодраму», так как «отметить в ней абсолютно некого, за исключением разве что монтажёра, который урезал её до чуть более 60 минут». Современный киновед Хэл Эриксон написал, что это «малозначимый фильм категории В от 20th Century-Fox», Майкл Кини назвал фильм «довольно пугающей вещью» с темами «паранойи и мести» , а Спенсер Селби отметил, что он рассказывает о «ревнивом адвокате, который пытается подставить жену в своём собственном убийстве». В рецензии журнала TV Guide говорится, что это «запутанный детектив с убийством», который постепенно теряет темп, переходя в «серию флэшбеков, которые становятся слишком медленными и сложными». В итоге, по мнению рецензента журнала, такое «странное композиционное построение разрушает эту в целом интересную историю». С другой стороны, Артур Лайонс полагает, что это «рассказанный через серию флэшбеков неплохой маленький фильм».
Историк кино Пол Мэвис оценил картину, как «странноватый маленький фильм нуар категории В» с многочисленными обменами бессодержательными репликами, «набором знакомых лиц категории В и парочкой необъяснимо хороших сцен». По мнению Мэвиса, сегодня эта «крутая мелодрама» вряд ли понравится любителям криминального кино, так как «это не нуаровое сокровище, которое ожидает своего открытия, и не крепкая работа, которой можно наслаждаться за её безличностный, но крепкий профессионализм, и даже не настолько плохой и неумелый фильм, чтобы наслаждаться им как „настолько плохим, что даже хорошим“». Нет, это «абсолютно заурядная, формальная картина низкого уровня категории В, которая вызывает лишь краткие вспышки интереса». Как отмечает критик, весь фильм построен на «простых обменах краткими репликами, где один персонаж спрашивает другого, что происходит, а другой отвечает, и так происходит бесконечно». Загадку преступления по силам разгадать и ребёнку, при этом сама история содержит «несколько потенциально интересных моментов, которые не получают абсолютно никакого развития». В частности, в тех моментах, когда «флэшбеками даются воспоминания на основе информации из вторых рук, возникают возможности для интригующих повествовательных игр с публикой», однако эти возможности никак не реализуются. Что же касается актёрских реплик, что «большинство из них разочаровывающе банальны и если честно, смертельно скучны».